# Sébastien Bassong
Sébastien Aymar Bassong Nguena, född 9 juli 1986 i Paris, är en franskfödd kamerunsk fotbollsspelare (försvarare).

## Klubbkarriär
Bassong spelade sin första professionella fotbollsmatch 2005 i FC Metz som han spelat i sedan 2002. I juli 2008 köptes han av det engelska Premier League-laget Newcastle. Han spelade bara en säsong i klubben, när laget åkte ur Premier League köptes han av Tottenham. 
Den 31 januari 2012 lånade Tottenham Hotspur ut Bassong till Wolverhampton Wanderers, lånet gäller resten av säsongen 2011/2012.

## Landslagskarriär
Efter att mellan 2007 och 2009 ha spelat två matcher för Frankrikes U21-landslag debuterade han i augusti 2009 för det kamerunska landslaget. Bytet av landslag var möjligt då Bassong inte spelat någon tävlingsmatch för det franska U21-landslaget.